# Savoronala
Savoronala is een monotypisch geslacht van korstmossen behorend tot de familie Malmideaceae. Het bevat alleen Savoronala madagascariensis